# Invasion de Naples (1806)
Guerres de la Troisième Coalition
Batailles
Batailles navales
- Rocher du Diamant (1805)
- Cap Finisterre (1805)
- îles Chausey (1805)
- Trafalgar (1805)
- Cap Ortegal (1805)

Campagne d'Allemagne (1805) : opérations en Bavière - Autriche - Moravie
- Donauwörth
- Wertingen
- Günzburg
- Haslach-Jungingen
- Memmingen
- Elchingen
- Nerenstetten
- Neresheim
- Ulm
- Ried
- Lambach
- Bodenbichl
- Steyr
- Amstetten
- Mariazell
- Dürenstein
- Hollabrunn (Schöngrabern)
- Wischau
- Austerlitz

Campagne d'Italie (1805) : Opérations en Italie du Nord
- Vérone
- Caldiero
- Forano
- Castelfranco Veneto

Invasion de Naples (1806)
- Gaète
- Campo Tenese
- Maida
- Lauria
- Maratea
- Amantea
- Mileto

L'invasion de Naples de janvier 1806, est une campagne militaire française menée depuis le nord de l'Italie par le Maréchal André Masséna qui pénètre dans le royaume de Naples, alors sous contrôle du roi Ferdinand IV. L'armée napolitaine est vaincue lors de la bataille de Campo Tenese et est rapidement dissoute. L'invasion est finalement couronnée de succès malgré certains revers, notamment le siège prolongé de Gaeta, la victoire britannique à Maida et la guerre de guérilla menée par les paysans Napolitains contre les Français. Le succès total échappe aux Français avec la fuite de Ferdinand IV qui se réfugie dans son domaine en Sicile, où il est protégé par la Royal Navy et une garnison de soldats britanniques. En 1806, l'empereur Napoléon Ier chargea son frère Joseph Bonaparte de régner sur le sud de l'Italie.
La cause immédiate de l'invasion est le double jeu de Ferdinand IV vis-à-vis de Napoléon. Voulant préserver le calme dans le sud de l’Italie, Napoléon et Ferdinand signent un traité précisant que les Français évacueraient les Pouilles. En échange, le royaume de Naples s'engageait à rester neutre dans la guerre imminente de la troisième coalition. À peine les troupes françaises retirées, Ferdinand admet les armées britanniques et russes dans son royaume. En décembre 1805, les armées de Napoléon écrasent les armées Autrichiennes et Russes. Lorsque la force russe stationnée à Naples est rappelée, l'expédition britannique se retire également, laissant le royaume de Ferdinand exposé à la vengeance française.

## Contexte
Les dirigeants de Naples sont adversaires de Napoléon. L'empereur des Français est même appelé le « Corse bâtard, pétri de méchanceté »  par la Reine Marie-Caroline de Habsbourg dans sa correspondance avec le marquis de Gallo, ambassadeur du royaume de Naples à Paris.
Le 20 septembre 1805, au moment de la guerre avec entre la 3e coalition et la France, les souverains napolitains se déclarent neutres.
Cependant il joue un double jeu en traitant en secret avec les Russes. Mais peu après, Naples choisit clairement son camp : le 20 novembre, en plus des 40 000 Napolitains sous les armes, un corps expéditionnaire de 12 000 Russes et de 8 000 Anglais (ennemis de la France) débarque dans le royaume.
Le 27 décembre, au lendemain de la signature du traité de Presbourg entre la France et l'Autriche, Napoléon déclare au palais de Schönbrunn : « La dynastie de Naples a cessé de régner. Son existence est incompatible avec le repos de l'Europe et l'honneur de ma couronne. »

## Déroulement
Fin décembre, alors que la guerre est gagnée en Autriche, les soldats français envahissent le royaume de Naples. Cette armée de Naples, française, forte de 40 000 hommes est commandée par Gouvion-Saint-Cyr puis par Masséna et enfin, par Joseph Bonaparte.
Le corps anglo-russe se replie vers le sud pour ne défendre que Calambre. Les Napolitains sont donc livrés à eux-mêmes. Les Français envahissent le royaume, prennent Capoue le 6 février et Naples le 15. Ferdinand et Marie-Caroline partent alors pour la Sicile d'où ils continuent de résister pendant toutes les guerres napoléoniennes. La ville de Gaète tient encore 5 mois, et les contingents anglais défendent la Calabre et obtiennent même un succès à Maida le 4 juillet face aux troupes du général Reynier. Le contrôle des Français sur la région n'est assuré qu'à la fin de l'été 1806.